# 張景子
張 景子（ちょう けいこ）は、中国出身の日中韓研究家。元北京放送（中国）アナウンサー、中国語 - 日本語 - 朝鮮語の通訳であり、現在は語学教室「JCK話音」を運営するほか、稲川素子事務所所属のタレントとしてテレビ等にもしばしば出演する。

## 人物
朝鮮族の中国人として、中国吉林省延吉市に生まれた。1986年から1990年まで北京外国語大学に在学し、日本語日本文化を専攻した。1990年、中国国際放送（北京放送）のアナウンサーとなり、1997年まで務めた。
1999年（平成11年）より東京大学大学院（地域文化研究）に在籍し、2001年（平成13年）に修士課程、2005年（平成17年）に博士課程を修了した。
2008年（平成20年）、日本に帰化(帰化理由は、ビザを取りやすい日本国籍が仕事の便宜上便利だから。また、日本の参政権を得るため。:2010/03/14 『たかじんのそこまで言って委員会』の番外編「いつまでも反中でいいんかい　大激論!アジアは1つになれるか?」)。
タレントとして日本のテレビ番組（特に討論バラエティー番組）にしばしば出演し、中国や日中問題、在日外国人問題についての持論を展開している。